# Tetragnatha clavigera
Tetragnatha clavigera là một loài nhện trong họ Tetragnathidae.
Loài này thuộc chi Tetragnatha. Tetragnatha clavigera được Eugène Simon miêu tả năm 1887.